# Jakub Kochanowski
Pour les articles homonymes, voir Kochanowski.
Jakub Kochanowski est un joueur polonais de volley-ball né le 17 juillet 1997 à Giżycko (Voïvodie de Varmie-Mazurie). Il joue central.

## Clubs
| Club                   | De        | À         |
| ---------------------- | --------- | --------- |
| SMS PZPS Spała         | 2013-2014 | 2015-2016 |
| AZS Olsztyn            | 2016-2017 | 2017-2018 |
| PGE Skra Bełchatów     | 2018-2019 | 2019-2020 |
| ZAKSA Kędzierzyn-Koźle | 2020-2021 | 2020-2021 |
| Resovia Rzeszów        | 2021-2022 | 2023-2024 |
| Projekt Varsovie       | 2024-2025 | ...       |

## Palmarès

### En sélection nationale
| - Championnat du monde (1) - : 2018. - Coupe du monde - : 2019. - Championnat d'Europe - : 2019. - Ligue des nations - : 2019. - Mémorial Hubert Wagner (2) - : 2017, 2018. | - Championnat du monde U19 (1) - : 2015. - Championnat du monde U21 (1) - : 2017. - Championnat d'Europe U19 (1) - : 2015. - Championnat d'Europe U21 (1) - : 2016. |

### En club
- Ligue des champions CEV
  - Vainqueur : 2021.
- Coupe de la CEV
  - Vainqueur : 2024.
- Championnat de Pologne
  - Troisième : 2020.
- Coupe de Pologne (1)
  - Vainqueur : 2021.
- Supercoupe de Pologne (2)
  - Vainqueur : 2018, 2020.
- Championnat de Pologne de D2
  - Finaliste : 2016.

### Distinctions individuelles
- 2016 : Championnat de Pologne (2e div.) — Meilleur central.
- 2017 : Championnat du monde U21 — MVP
- 2018 : Championnat de Pologne (1re div.) — Meilleur contreur
- 2018 : Mémorial Hubert Wagner — Meilleur contreur